# 苏拉杰普尔
苏拉杰普尔（Surajpur），是印度恰蒂斯加尔邦Surguja县的一个城镇。总人口16835（2001年）。

## 人口
该地2001年总人口16835人，其中男性8928人，女性7907人；0—6岁人口2615人，其中男1319人，女1296人；识字率65.71%，其中男性为74.34%，女性为55.98%。